# Den indiske arv
Den indiske arv – (fransk: Les Cinq cents millions de la Bégum) – er en science fiction-roman af den franske forfatter Jules Verne. Romanen udkom i Frankrig i 1879 og i Danmark i 1904. Manuskriptet, som Jules Verne har bearbejdet, var skrevet af Paschal Grousset.
Bogen handler om to mænds forvaltning af en stor arv. Den ene er franskmanden dr. Sarrasin, den anden tyskeren hr. Schultze. De opretter få år efter modtagelsen af arven nye samfund i Oregon i USA, det ene det utopiske France-Ville, det andet det dystopiske Stahlstadt.
Bogen kan ses som en reaktion på det franske nederlag i Den Fransk-Tyske Krig, 1870-71 og en problematisering af oprustningen i Europa i 1879. Jules Verne forudser Første Verdenskrig, Anden Verdenskrig og giftgas og masseødelæggelsesvåben.